# 奧克諾克尼 (喬治亞州)
奧克諾克尼（英語：Ochloknee）是一個位於美國喬治亞州托馬斯縣的城鎮。

## 地理
奧克諾克尼的座標為30°58′31″N 84°03′20″W / 30.97528°N 84.05556°W，而該地的平均海拔高度為82米（即269英尺）。

## 人口
根據2010年美國人口普查的數據，奧克諾克尼的面積為2.40平方千米，當中陸地面積為2.40平方千米，而水域面積為0.00平方千米。當地共有人口676人，而人口密度為每平方千米282人。